# Patesko
Patesko właściwie Rodolfo Barteczko (ur. 12 listopada 1910 roku, zm. 14 marca 1988 roku) – brazylijski piłkarz, lewoskrzydłowy. Syn polskiego emigranta i Niemki. Gracz Club Nacional de Football, Forca e Luz Porto Alegre i Botafogo FR. Mierzył 171 cm wzrostu.
Uczestnik mistrzostw świata 1934 (Włochy) i 1938 (Francja), gdzie rozegrał 4 mecze. Brązowy medalista MŚ'1938. Uczestnik Copa América lat 1936/1937 (Argentyna) i 1942 (Urugwaj), na których rozegrał 9 meczów i strzelił 6 bramek. Wicemistrz Ameryki 1937 roku. Mistrz Urugwaju w 1933 roku oraz mistrz stanu Rio w 1935 roku. Wraz z Timem w latach trzydziestych uchodzili za jeden z najlepszych lewoskrzydłowych w Ameryce.